# Nonnen auf der Flucht
Nonnen auf der Flucht (Originaltitel: Nuns on the Run) ist eine britische Filmkomödie aus dem Jahr 1990. Die Regie führte Jonathan Lynn, der auch das Drehbuch schrieb. Die Hauptrollen spielten Eric Idle und Robbie Coltrane.

## Handlung
Die Gangster Brian Hope und Charlie McManus wollen aussteigen. Sie stehlen dem Bandenchef Casey Geld, das für ein Drogengeschäft mit den chinesischen Triaden bestimmt war. Auf der Flucht verstecken sie sich als Ordensschwester verkleidet in einem Frauenkloster.
Dort kommt es zu zahlreichen Problemen und Versuchungen, als die Männer nach dem Sportunterricht duschende Schülerinnen sehen. Brian trifft sich in der Verkleidung mit der kurzsichtigen Faith, die ihn nicht erkennt und der vermeintlichen Nonne ihre Gefühle gegenüber Brian offenbart. Der Vater und die Brüder von Brians Freundin Faith Thomas suchen ihn, um mit ihm abzurechnen.
Faith Thomas geht in ein Krankenhaus. Brian und Charlie wollen mit den Geldkoffern das Land verlassen; Brian zwingt Charlie, unterwegs am Krankenhaus vorbeizufahren. Faith schlägt Brian zuerst, dann will sie mitkommen. Unterwegs verlieren Brian und Charlie einen der beiden Geldkoffer, die Schwester Liz findet ihn. Das Geld soll eine Einrichtung für drogenabhängige Jugendliche unterstützen.
Brian und Charlie verkleiden sich als Krankenschwestern. Am Flughafen erfahren sie, dass die Polizei nach zwei als Frauen verkleideten Männern sucht.
Faith fliegt alleine, der Geldkoffer liegt am Sitz neben ihr. Plötzlich sieht sie die als Flugbegleiterinnen verkleideten Brian und Charlie.

## Kritiken
Roger Ebert fragte in der Chicago Sun-Times vom 16. März 1990, warum die Filmproduzenten so häufig annehmen würden, das Karikieren der Nonnen wäre lustig. Er nahm an, das würde daran liegen, dass viele Menschen in der Schule negative Erfahrungen mit den Nonnen gehabt hätten. Ebert kritisierte, nur wenige Stellen des Films seien „wirklich lustig“ („intrinsically funny“).

„Eine überdrehte Komödie à la "Charleys Tante"; altvertrauter Slapstick mit einigen witzigen Ideen, aber ohne zündende Überraschungen, der nur durch einige antikirchliche Gags aus dem Dutzendangebot vergleichbarer Filme herausragt.“

„Die Masche ist natürlich nicht neu, aber dieser gut besetzte Klamauk strotzt nur so vor eigenen skurrilen Ideen. — »Himmlischer Slapstick, höllisch albern«“